# Bartošovice
Bartošovice (německy Partschendorf) jsou obec, která se nachází v okrese Nový Jičín v Moravskoslezském kraji. Žije zde přibližně 1 700 obyvatel. Z hlediska typu zástavby se jedná o dlouhou lesně-lánovou ves.

## Historie
První písemná zmínka o obci pochází z roku 1383 a vznikla v souvislosti se statkem náležícím pod příborské panství.
Právo užívat znak a vlajku bylo obci uděleno rozhodnutím Poslanecké sněmovny Parlamentu České republiky dne 4. června 1998.

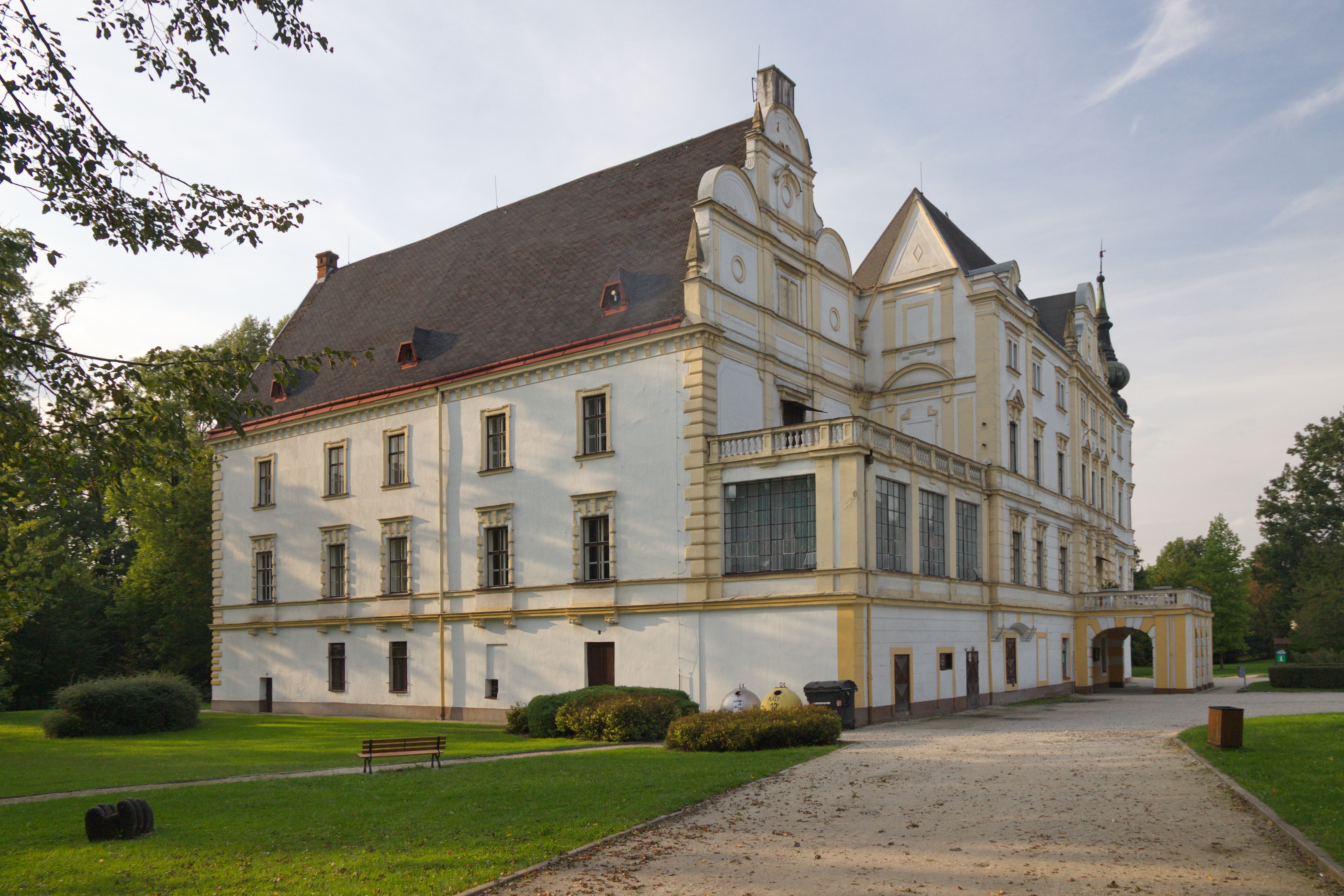
Zámek Bartošovice

## Pamětihodnosti
- Zámek Bartošovice (čp. 1)
- Hospodářská budova zámku (čp. 4)
- Kostel svatého Ondřeje, Petra a Pavla – postavený v roce 1583
- Kostel Navštívení Panny Marie v Hukovicích – postavený na místě dřevěného filiálního kostelíku v roce 1765
- Hrobka rodiny Meinertů z roku 1834
- Kaple svatého Antonína Paduánského z roku 1722
- Fara (čp. 146) – barokní budova z roku 1737 sloužící původně jako lovecký zámeček, později jako farní budova. V areálu byla 28. října 1983 otevřena Stanice pro záchranu sov a dravců Okresním vlastivědným muzeem v Novém Jičíně. Od roku 1992 je objekt "Stanice pro záchranu živočichů" v majetku a provozování Českého svazu ochránců přírody v Novém Jičíně. Od roku 2014 slouží jako návštěvnické centrum s expozicí v rámci záchranné stanice pod názvem Dům přírody Poodří
- Bartošovický mlýn (čp. 208)
- Přírodní rezervace Bartošovický luh
- Přírodní rezervace Koryta
- Bartošovický platan
- Jez v Bartošovicích

## Části obce
- Bartošovice
- Hukovice

## Obyvatelstvo
| Rok            | 1869  | 1880  | 1890  | 1900  | 1910  | 1921  | 1930  | 1950  | 1961  | 1970  | 1980  | 1991  | 2001  | 2011  | 2021  |
| -------------- | ----- | ----- | ----- | ----- | ----- | ----- | ----- | ----- | ----- | ----- | ----- | ----- | ----- | ----- | ----- |
| Počet obyvatel | 2 374 | 2 592 | 2 599 | 2 638 | 2 677 | 2 534 | 2 404 | 1 844 | 1 968 | 1 865 | 1 605 | 1 464 | 1 605 | 1 633 | 1 682 |
| Počet domů     | 406   | 419   | 431   | 424   | 416   | 415   | 442   | 418   | 386   | 368   | 349   | 425   | 462   | 472   | 517   |

Věková struktura obyvatel obce Bartošovice roku 2011
Rodinný stav obyvatel obce Bartošovice roku 2011
Vzdělání obyvatel obce Bartošovice roku 2011

## Významní rodáci
- Lev Skrbenský z Hříště (1863–1938), narozen v Hukovicích, český duchovní a kardinál